# Chisarja
Chisarja (Bulgaars: Хисаря) is een stad en een gemeente in Bulgarije in de oblast Plovdiv in de historische regio Thracië. Op 31 december 2018 telde de stad 6.263 inwoners, terwijl de gemeente Chisarja, met de 11 omliggende dorpen, 10.815 inwoners had.